# Фріц Кель
Фріц Кель (нім. Fritz Kehl, нар. 12 липня 1937, Біль) — швейцарський футболіст, що грав на позиції захисника.

## Клубна кар'єра
У дорослому футболі дебютував 1958 року виступами за команду «Цюрих», в якій провів п'ять сезонів, взявши участь у 65 матчах чемпіонату. За цей час виборов титул чемпіона Швейцарії.
Згодом з 1963 по 1967 рік грав у складі команд «Шаффгаузен» та «Вінтертур».
Завершив ігрову кар'єру у команді «Віль», за яку виступав протягом 1969—1970 років.

## Виступи за збірну
У складі національної збірної Швейцарії був учасником чемпіонату світу 1962 року у Чилі, втім так жодного разу за кар'єру у складі збірної і не зіграв.

## Титули і досягнення
- Чемпіон Швейцарії (1):

«Цюрих»: 1962–63